# .pt
.pt is het achtervoegsel van Portugese domeinnamen. .pt-domeinnamen worden uitgegeven door de Fundação para a Computação Científica Nacional (FCCN), die verantwoordelijk is voor het topleveldomein 'pt'.
De meeste Portugeestalige websites stammen niet uit Portugal, maar uit Brazilië. Ook in dat land is het Portugees de officiële taal en dat land heeft meer inwoners, maar kent ook iets minder toezicht op de naleving van standaarden.